# Garantie
Pour les garanties liées aux transactions financières, voir Garantie (finance).
La garantie constitue une obligation contractuelle ou légale qui engage un fournisseur — le garant — envers un acquéreur lors de la vente d'un bien ou lors de la fourniture d'un service.

## Définition
Lorsqu'un bien ou un service livré n'est pas conforme ou qu'il tombe en panne, l'acquéreur peut alors, pendant une période maximale (la durée de couverture) faire jouer la procédure de garantie auprès du fournisseur qui procédera, soit :
- à la réparation du produit ou du service défectueux ;
- au remplacement total ou partiel du produit ;
- au remboursement.

Les conditions de garantie d'un fournisseur sont la plupart du temps définies formellement dans un document distribué avec le produit (manuel utilisateur) ou bien directement dans les conditions générales de vente, document qui devient alors les conditions générales de vente et de garantie.
Une garantie légale minimale est imposée pour certains services fournis ou certains biens vendus dans de nombreux pays.
En France, est par exemple couvert par la garantie légale tout vice caché suivant les conditions définies par le code de la consommation. L'Union européenne possède une législation en ce sens.
Pour le sociologue Razmig Keucheyan, l’impératif environnemental implique de ralentir la consommation frénétique des biens. Il recommande ainsi d'étendre à dix ans la durée de garantie des objets : « un simple constat justifie cette proposition : 80 % des marchandises tombées en panne pendant la garantie sont rapportées au vendeur ou au constructeur pour réparation. (…) Or, sitôt la période de garantie terminée, le taux de réparation chute de plus de moitié — à moins de 40 % pour les appareils électriques et électroniques, par exemple. (…) Il est donc possible de prolonger la vie des objets en changeant le droit : plus on étend la durée de la garantie, plus on répare les marchandises, et plus on accroît leur longévité. Le rythme de leur renouvellement, de l’exploitation des ressources naturelles et des flux d’énergie qu’implique leur fabrication s’en trouve par là même ralenti ».

## En Belgique
La durée de la garantie légale est passée de un an à deux ans le 1er janvier 2005 à la suite de l'application de la directive européenne 1999/44/CE,. La charge de la preuve incombait cependant à l'acheteur après les six premiers mois,. Ce n'est plus le cas depuis le 1er juin 2022 à la suite de l'application de la directive européenne 2019/771,.